# Квітневе (Квітнева сільська громада)
Квітне́ве (до 1937 року — Жидівці, у 1937—2016 роках — Жовтневе) — село в Україні, адміністративний центр Квітневої територіальної Житомирського району Житомирської області. Чисельність населення становить 1 969 осіб (2001).

## Загальна інформація
Село розташоване за 9 км від селища Попільня, та за 6 км від залізничної станції Корнин. Селом плине річка Унава (притока Ірпеня).

## Населення
Відповідно до результатів перепису населення СРСР, кількість населення станом на 12 січня 1989 року становила 1 587 осіб. Станом на 5 грудня 2001 року, відповідно до перепису населення України, кількість мешканців села становила 1 969 осіб.

### Мова
Розподіл населення за рідною мовою за даними перепису 2001 року:
| Мова            | Кількість | Відсоток |
| --------------- | --------- | -------- |
| українська      | 1920      | 97.51 %  |
| російська       | 46        | 2.34 %   |
| білоруська      | 2         | 0.10 %   |
| інші/не вказали | 1         | 0.05 %   |
| Усього          | 1969      | 100 %    |

## Історія

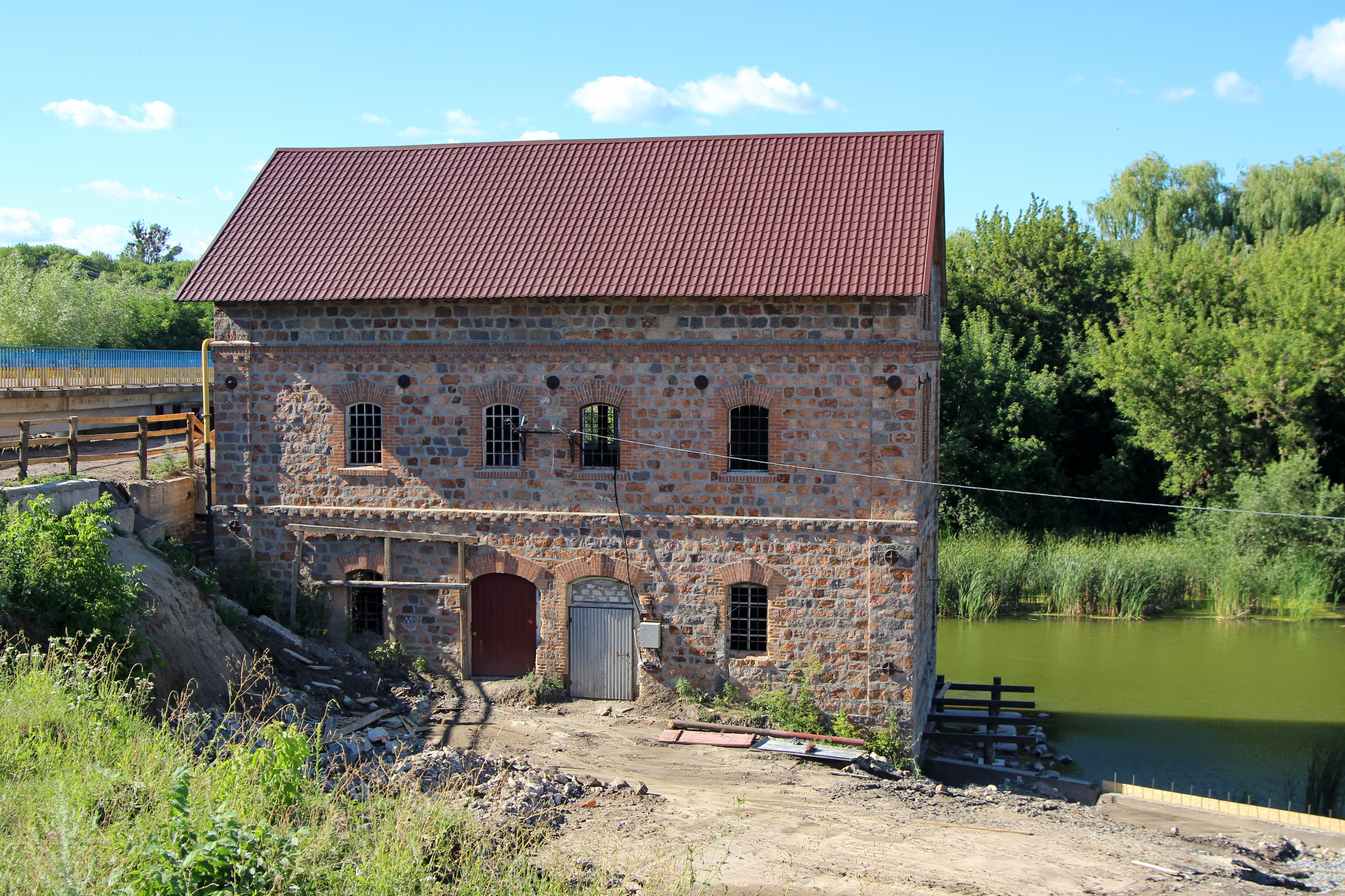
Старий закинутий млин, село Квітневе

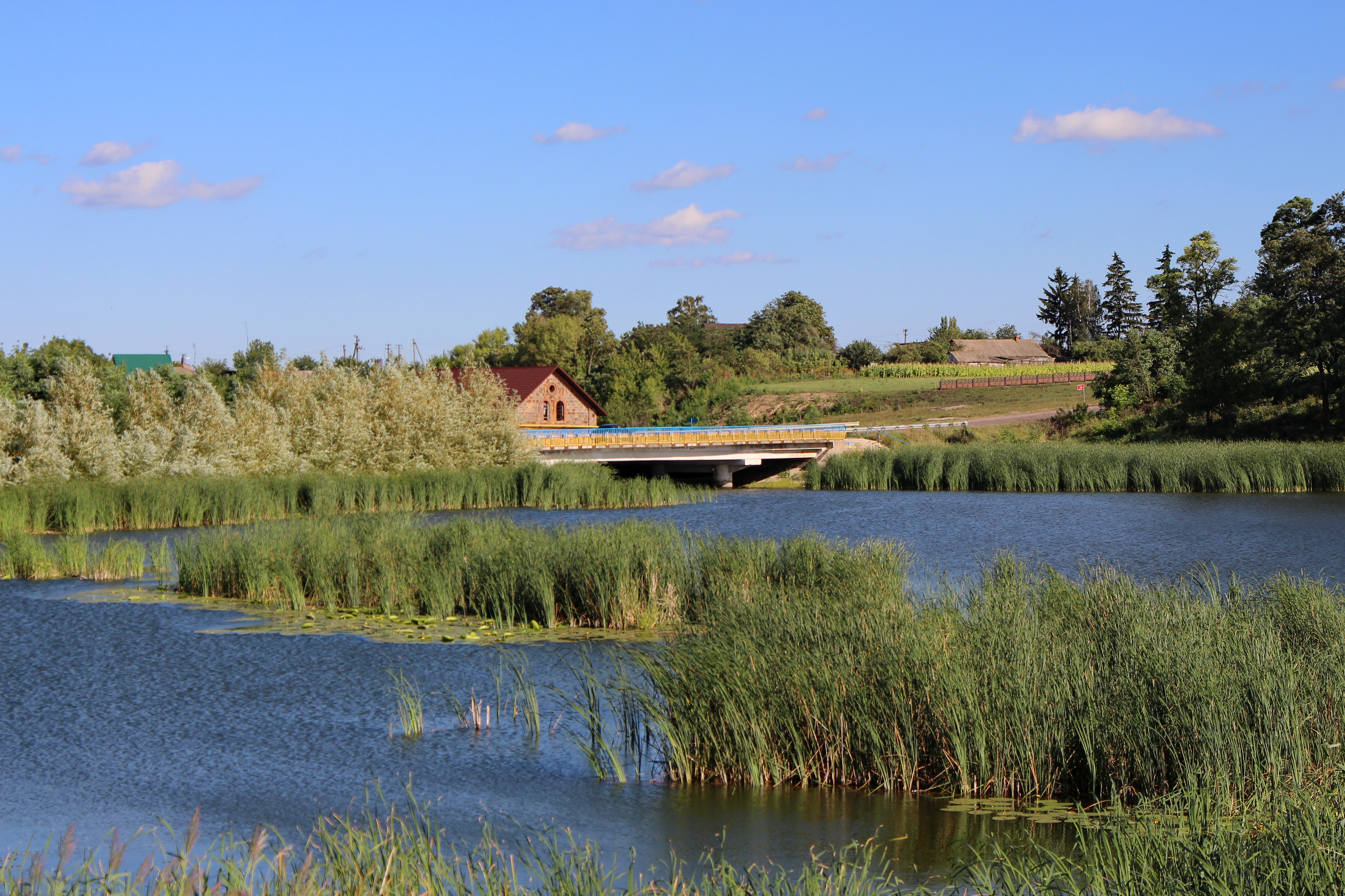
Став на річці Унава, Квітневе

Уперше село Жидівці згадується у польських документах за 1601 рік.
З архівних записів бібліотеки ім. Вернадського: «Жиловны». У давні часи село називалось Матвієвичами, а перейменовано з такого приводу: під час будівництва греблі через річку Унаву. Численні спроби затримати воду були невдалими. Тому за давнім повір'ям декілька жидів утопили там своїх овець, після чого село назвали Жидовці. У селі була резиденція поміщика B. К. Грушенька.
Унава текла під північними горбами і робила вигини біля гнилища (де нині дорога повертає на Корнин). У цьому завороті й збудовано перший у селі дерев'яний млин. Теперішній кам'яний млин збудовано у 1905 р.
У 1900 р. у Жидівцях було 342 двори, у яких проживало 2289 мешканців. Село на той час належало спадкоємцям графині C. І. Кудашевої. У Жидівцях функціонувала православна церква, церковнопарафіяльна школа.
5 травня 1921 р. у селі створено сільську раду, яка підпорядковувалася Попільнянському району Білоцерківської округи Київської області.
У 1922 р. в селі утворено комнезам, головою обрано Ф. В. Данилюка.
До середини січня 1930 р. майже всі комнезамівці вступили до колгоспу «Зірка бідняка», головою правління якою був М. Х. Клименко. Туди ж почали насильно заганяти й здорові господарства, члени яких чинили активний опір насиллю. Комуністична влада вдалася до терору голодом, контролюючи все їстівне у селі.
У 1937 р. село перейменовано на Жовтневе. З 1937 р. село підпорядковане Житомирській області.
ФАП засновано 8 травня 1937 р. Першим фельдшером була О. О. Дзбанівська, яка працювала на цій посаді понад 40 років.
280 жителів села мобілізовані сталіністами на фронти Німецько-радянської війни 1941–1945 рр., із них 149 відзначено комуністичними нагородами, 153 особи загинули. У 1952 році у центрі села встановлено пам'ятник загиблим.
У 1991 р. встановлено пам'ятник жертвам Голодомору 1932—1933 рр. Всього в селі комуністи убили голодом близько 750 осіб — кожного четвертого мешканця села.
Село було внесено до переліку населених пунктів, які потрібно перейменувати згідно із законом «Про засудження комуністичного та націонал-соціалістичного (нацистського) тоталітарних режимів в Україні та заборону пропаганди їхньої символіки».
4 лютого 2016 року село перейменоване на Квітневе.
10 серпня 2016 року включене до складу новоутвореної Квітневої територіальної громади Попільнянського району Житомирської області. Від 19 липня 2020 року, разом з громадою, в складі новоствореного Житомирського району Житомирської області.

## Відомі люди
- Вишенський Володимир Андрійович (1934—2017) — радянський та український математик. Кандидат фізико-математичних наук, доцент кафедри алгебри та математичної логіки механіко-математичного факультету Київського національного університету імені Тараса Шевченка.
- Євченко Касян Дмитрович (1925—2009) — український музикант, майстер народних інструментів, керівник ансамблів «Гук», «Гучок» та «Гученя», соліст, колишній учасник Національного заслуженого народного хору України ім. Григорія Верьовки.
- Пашинник Валерій Юхимович (1944—2016) — український хімік-елементорганік, доктор хімічних наук, професор, провідний науковий співробітник Інституту органічної хімії НАН України, лауреат Державної премії України в галузі науки і техніки 2013 року.